# Nikolaj Kolesnikov (velocista)
Nikolaj Vasil'evič Kolesnikov (in russo Николай Васильевич Колесников?; Almaty, 8 settembre 1953) è un ex velocista sovietico.
In carriera è stato medaglia di bronzo nella staffetta 4×100 metri ai Giochi olimpici di Montréal 1976 e campione europeo indoor nei 60 metri piani a Milano 1978.

## Palmarès
| Anno | Manifestazione  | Sede         | Evento      | Risultato  | Prestazione | Note |
| ---- | --------------- | ------------ | ----------- | ---------- | ----------- | ---- |
| 1976 | Europei indoor  | Monaco       | 60 m piani  | 4º         | 6"70        |      |
| 1976 | Giochi olimpici | Montréal     | 200 m piani | Semifinale | 21"25       |      |
| 1976 | Giochi olimpici | Montréal     | 4×100 m     | Bronzo     | 38"78       |      |
| 1978 | Europei indoor  | Milano       | 60 m piani  | Oro        | 6"64        |      |
| 1980 | Europei indoor  | Sindelfingen | 60 m piani  | 4º         | 6"65        |      |